# Annette Herzog
Annette Herzog (* 1960 in Ludwigsfelde bei Potsdam) ist eine deutsche Kinderbuchautorin.

## Leben
Annette Herzog ist ausgebildete Dolmetscherin und Übersetzerin für Englisch und Dänisch. Nach dem Studium an der Universität Greifswald war sie mehrere Jahre lang als Übersetzerin in Ost-Berlin tätig. Seit 1991 lebt Herzog in Kopenhagen, wo sie zunächst in internationalen Organisationen (WHO und Europäische Umweltagentur) arbeitete und nebenberuflich mit dem Schreiben begann. Seit 2000 ist sie hauptberufliche Autorin und veröffentlicht Kinderbücher sowohl in deutscher als auch in dänischer Sprache. Einige ihrer Bücher wurden auch als Hörspiele umgesetzt, zum Beispiel für die Sendung Ohrenbär. Ihr Buch Flieger am Himmel mit Illustrationen von Katrine Clante wurde für den dänischen Buchdesignpreis 2009 nominiert.
Obwohl Herzog bis 2020 39 Bücher auf Dänisch veröffentlicht hatte, wurde 2020 ihr Antrag auf die dänische Staatsbürgerschaft abgelehnt, weil sie keinen Sprachnachweis  – Niveau 9. Klasse – vorlegen könne, sie erhielt später dann doch die Staatsbürgerschaft. 

## Werke (Auswahl)
- Ein Halstuch voller Lügen. Mit Illustrationen von Maja Bohn. Magellan Verlag, Bamberg 2023, ISBN  978-3-7348-4108-8
- På vores side af muren. Frederiksberg : Dansklærerforeningen, 2020
- Det der var : historier fra den anden side af muren. CoLibri, 2020
- Morgen geht's los, sagt der Mumpf. Mit Illustrationen von Ingrid und Dieter Schubert. Moritz Verlag, Frankfurt am Main 2018, ISBN  978-3-89565-358-2
- Frühling mit Freund. Vorlesegeschichten. Mit Illustrationen von Ingrid und Dieter Schubert. Moritz Verlag, Frankfurt am Main 2017, ISBN  978-3-89565-341-4
- Wer fragt schon einen Kater? Mit Illustrationen von Pe Grigo. Magellan Verlag, Bamberg 2017, ISBN  978-3-7348-4114-9
- Pssst!. Peter Hammer Verlag, Wuppertal 2016, ISBN 978-3-89565-341-4 (mit Katrine Clante)
- Klara will dazugehören. Arena-Verlag, Würzburg 2012, ISBN 978-3-401-02782-1.
- Film ab, Mister Vam!, Gergely Kiss: Illustrationen. Moritz Verlag, Frankfurt am Main 2011, ISBN 978-3-89565-241-7.
- Neue Hoffnung für Mister Vam. Moritz Verlag, Frankfurt am Main 2011, ISBN 978-3-89565-232-5.
- Harte Zeiten für Mister Vam. Moritz Verlag, Frankfurt am Main 2010 (dänisch: Hårde tider for Mr. Vam. ABC, 2009), ISBN 978-3-89565-224-0.
- Flieger am Himmel, Peter Hammer Verlag, Wuppertal 2009, ISBN 978-3-7795-0274-6.
- Weihnachten bei Familie Maus, Carlsen, Hamburg 2007, ISBN 978-3-551-05846-1.
- Einer, der bleibt, Peter Hammer Verlag, Wuppertal 2006, ISBN 3-7795-0054-X.
- Drei gegen Mama. Patmos, Düsseldorf 2001, ISBN 3-491-37435-9 (dänisch: Tre af samme slags. Forlaget Forum, 2001).

## Hörbücher (Auswahl)
- Oskars Abenteuer, 15 Hörgeschichten für Kinder, gelesen von Oliver Rohrbeck, Ohrka.de, Berlin 2013 (kostenloser Hörbuch-Download)
- Bei Lotti weiß man nie, 15 Hörgeschichten für Kinder, gelesen von Karen Schulz-Vobach, Ohrka.de, Berlin 2014 (kostenloser Hörbuch-Download)